# Sent
Sent (Duits (verouderd): Sins) is een plaats en voormalige gemeente in het Zwitserse kanton Graubünden. Het telde eind 2013 als afzonderlijke gemeente 899 inwoners.
Op 1 januari 2015 werd Sent opgenomen in de gemeente Scuol.

## Fotogalerij Sent en omgeving.

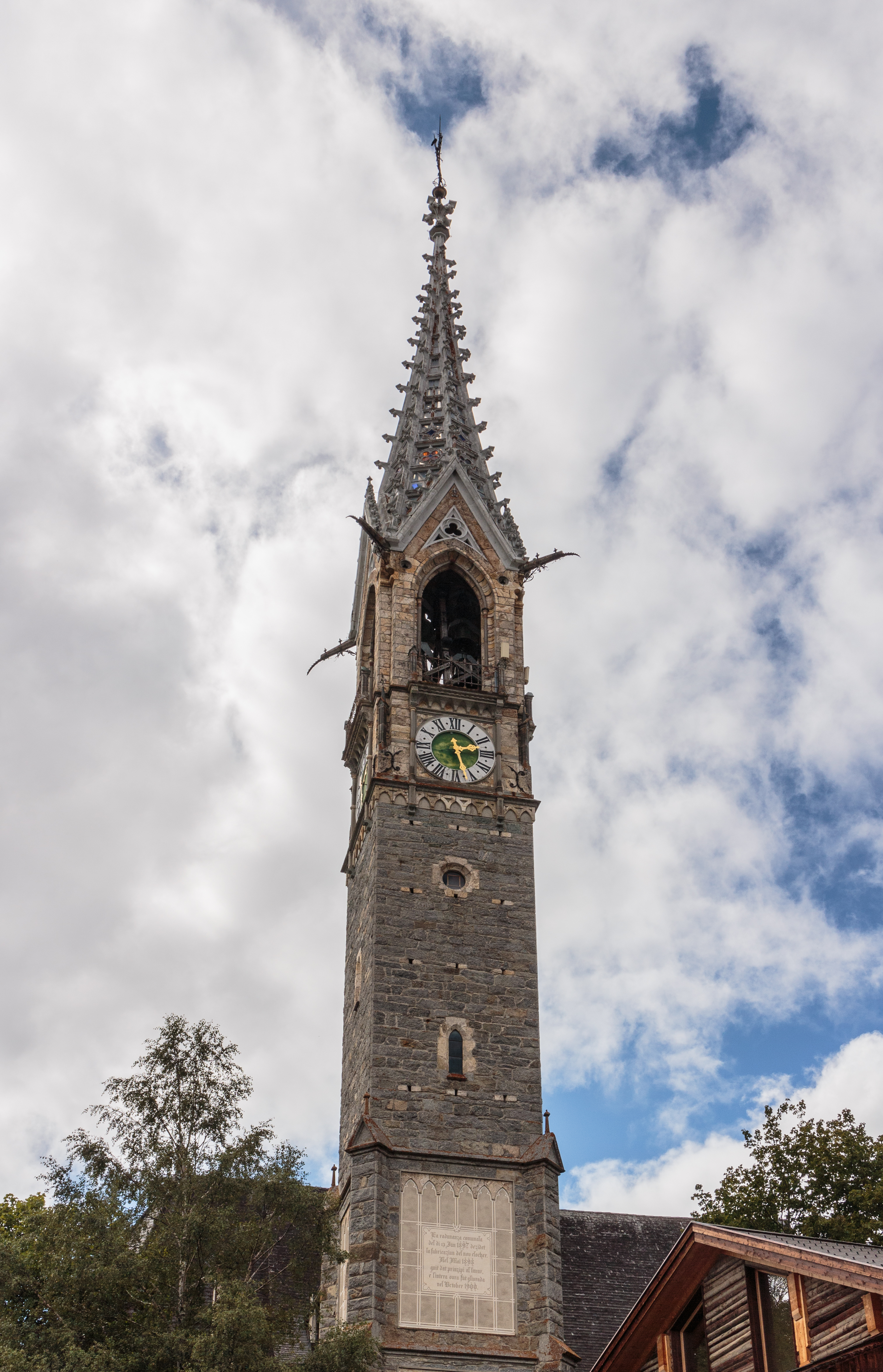
Kerktoren.
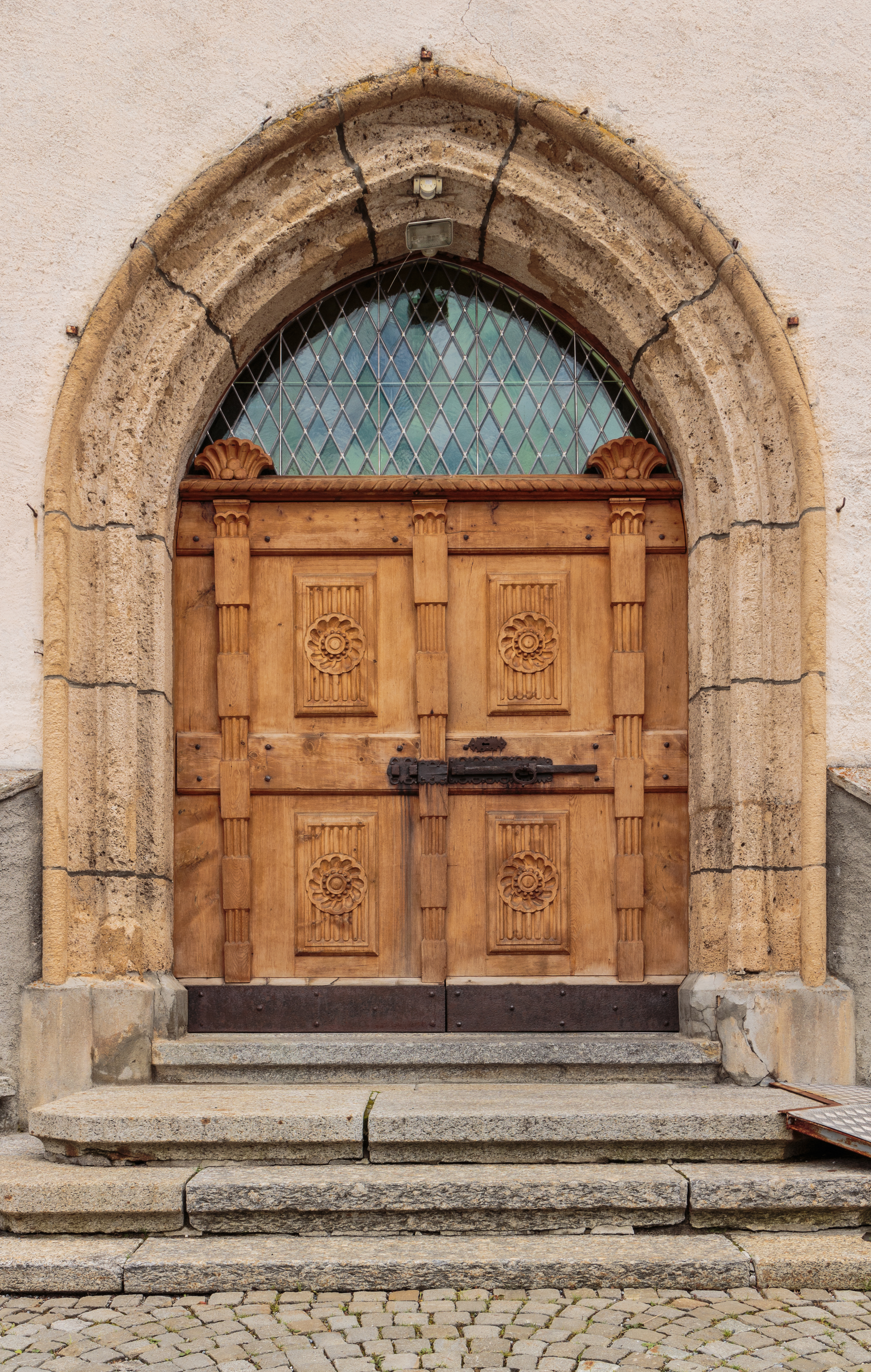
Houten deur van de Reformierte Kirche.
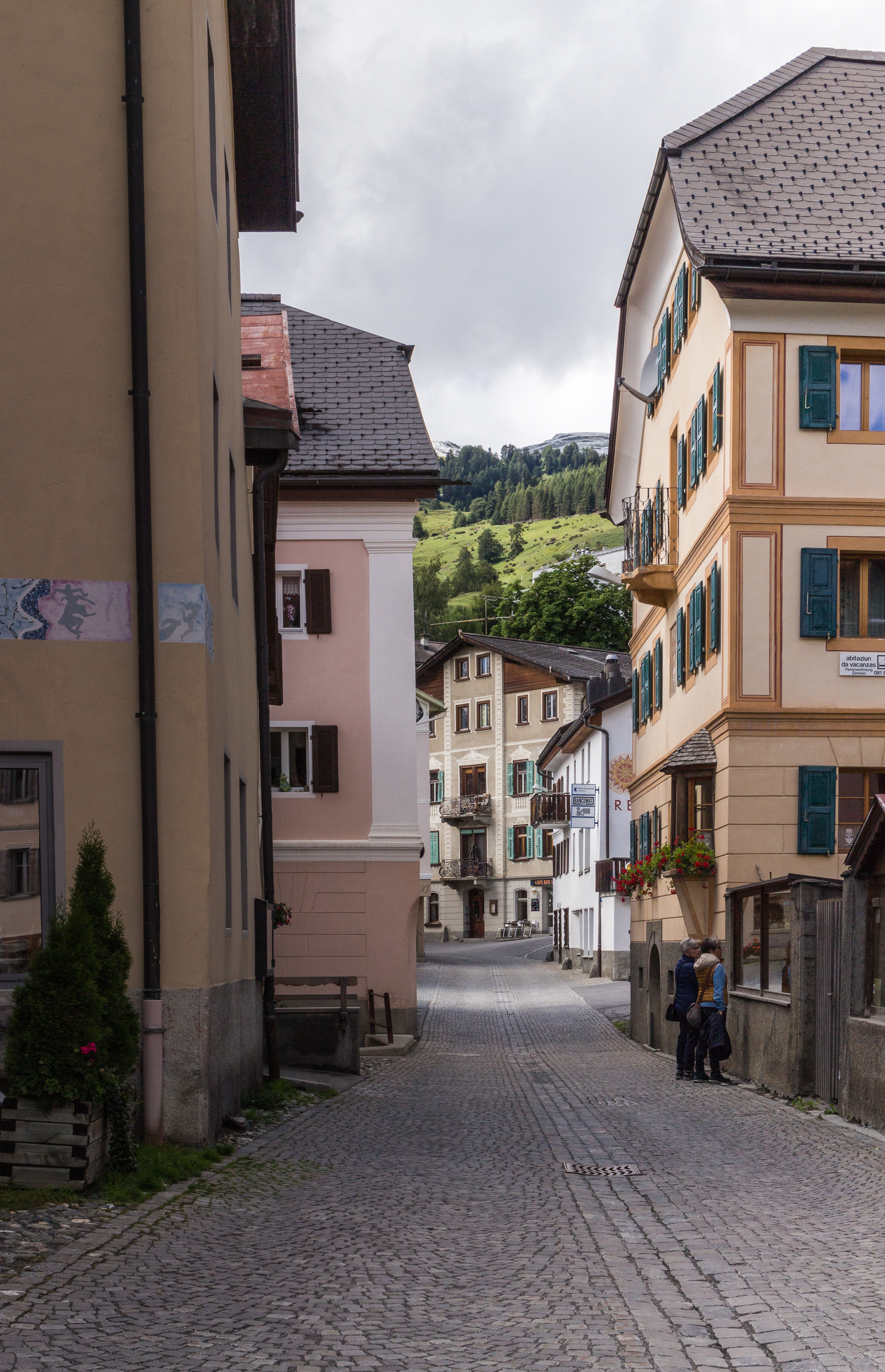
Straat in de oude kern van Sent.
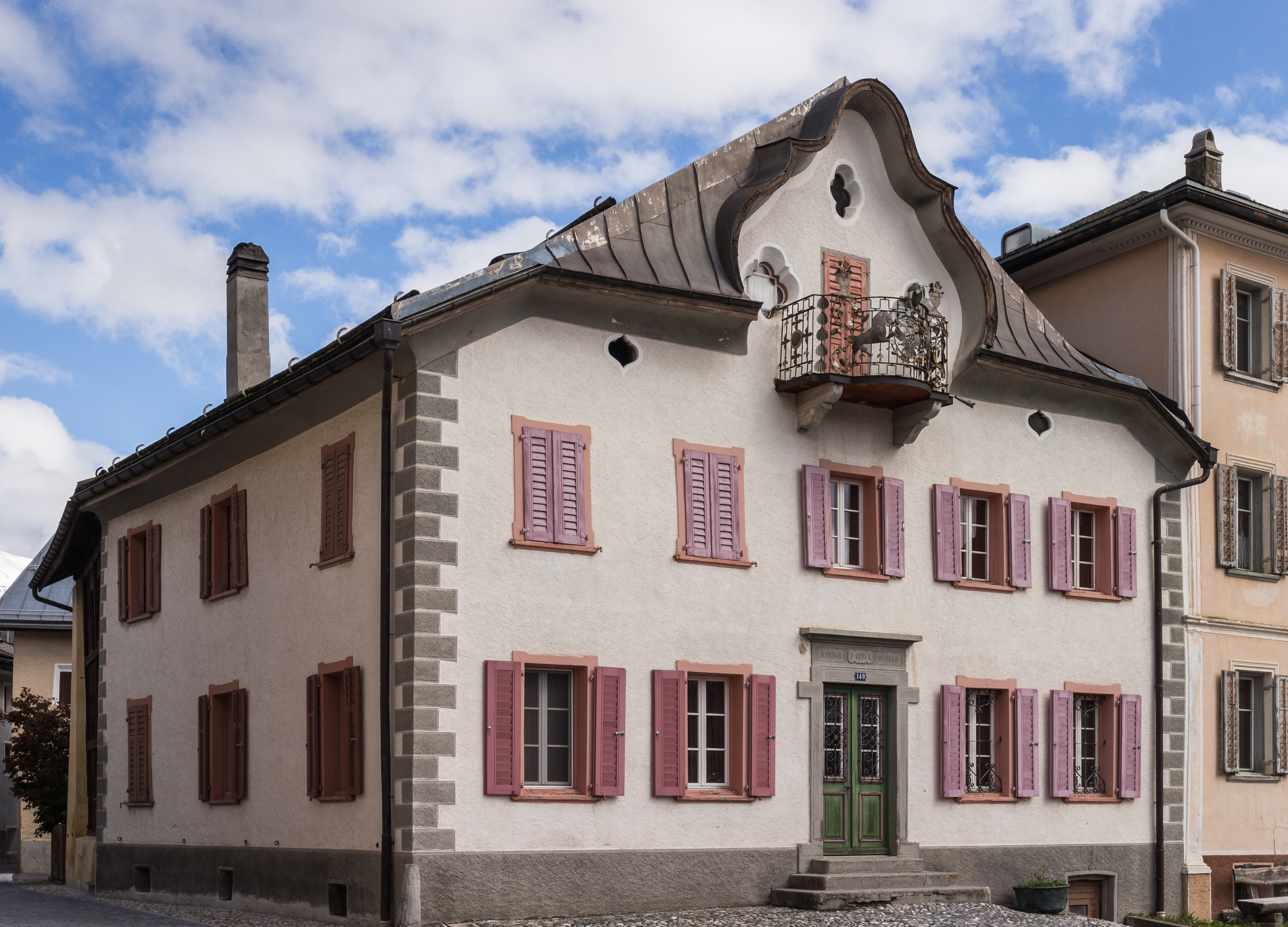
Gerestaureerd huis in de oude kern van Sent.
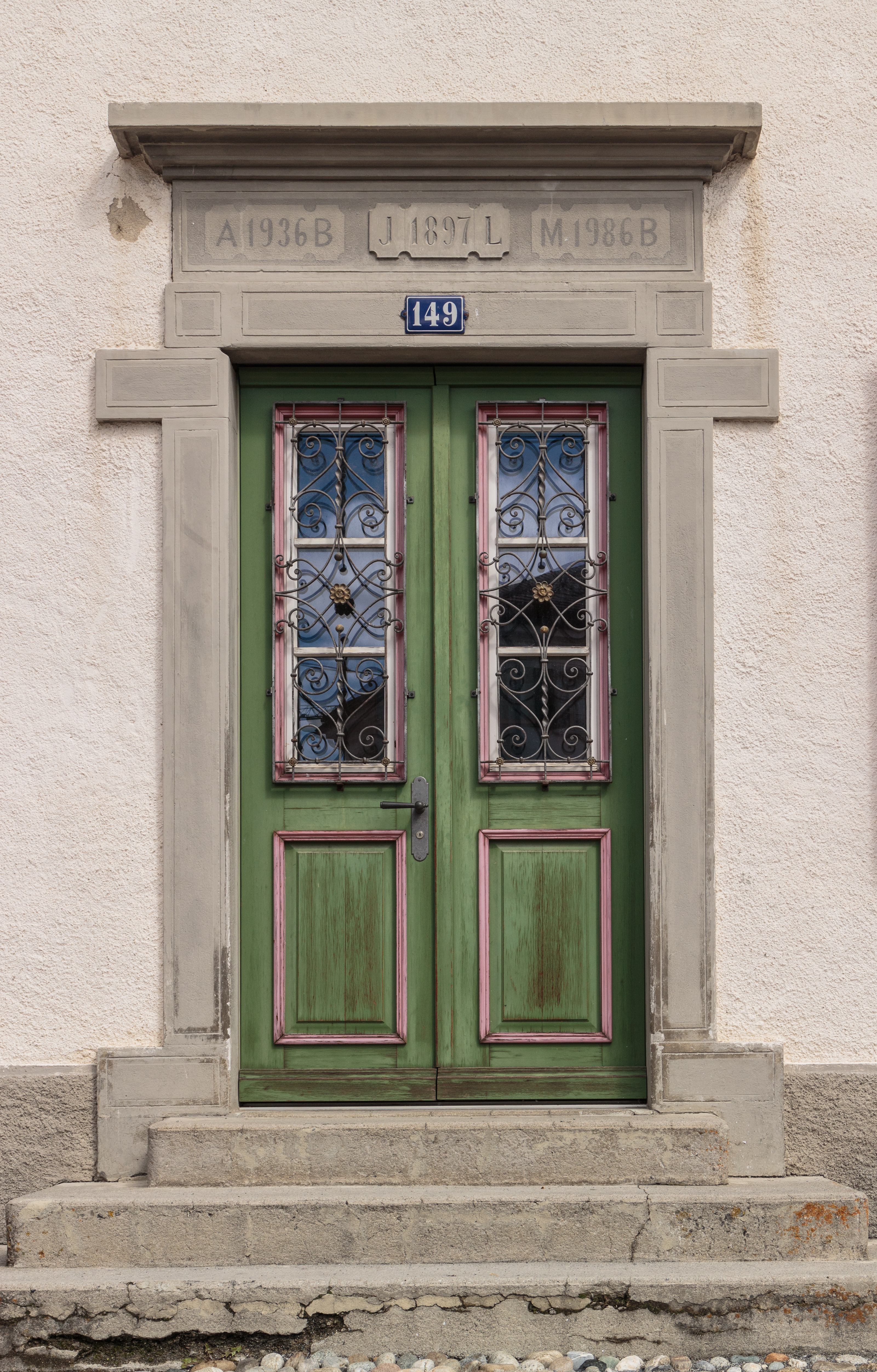
Houten deur in gerestaureerd huis in de oude kern van Sent.
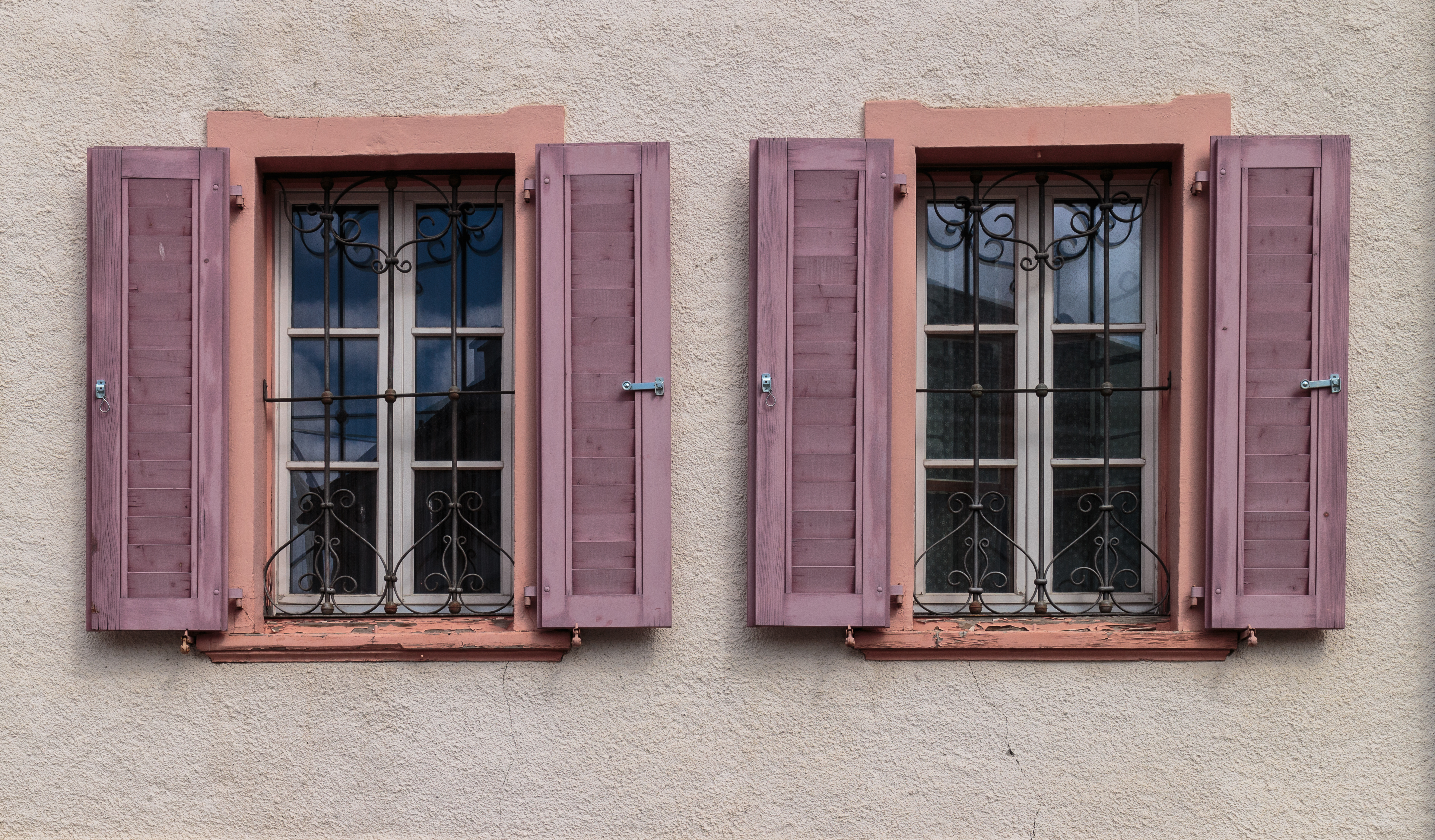
Ramen in gerestaureerd huis in de oude kern van Sent.